# Avenida Walker Martínez
La Avenida Walker Martínez es una de las más importantes avenidas de la comuna de La Florida, en el sector suroriente de Santiago de Chile.
Su trazado, que data desde fines del siglo XIX, comienza en la intersección de la Avenida Vicuña Mackenna y la Avenida Circunvalación Américo Vespucio, sitio reconocido por los Santiaguinos como el "Paradero 14" (dada la numeración de paraderos desde Santiago hasta Puente Alto, de mediados del siglo XX); y culmina en la intersección con Avenida Tobalaba, en el sector alto de La Florida y a los pies del sector precordillerano de Lo Cañas.
Su nombre honra al diputado del Partido Conservador Carlos Walker Martínez, antiguo vecino del sector y propietario de la situada en terrenos que hoy componen la comuna de La Florida.  
Pensada desde sus inicios como un eje de comunicaciones entre la zona oriente de la comuna En toda su extensión, alberga vastas zonas residenciales y abundantes servicios, lugares religiosos, históricos y recreativos. 

## Historia
Concebida en sus inicios como camino rural de acceso a las zonas altas del sector, y como vía de comunicación con los terrenos de la Hacienda de Lo Cañas, a partir de la década de 1940 comienza a poblarse junto a otros sectores aledaños, tales como Avenida Vicuña Mackenna, Avenida Rojas Magallanes y Avenida La Florida, producto de la migración del campo a la ciudad y de la expansión territorial de Santiago.
Desde entonces, se construyeron casas familiares de manera independiente, y se abrieron calles perpendiculares como Garcia Hurtado de Mendoza que permiten el contacto con avenidas paralelas tales como Avenida Rojas Magallanes. Así mismo, por esos años se iniciaron servicios de transporte en los primeros buses que - con baja frecuencia diaria - permitían el traslado desde el lugar hacia el centro de Santiago. Recordado hasta hoy es el antiguo Bus N° 41, que iniciaba su recorrido a la altura de la Avenida Tobalaba, llegando hasta la Estación Mapocho con todos quienes viajaban al centro de la capital. 
Desde la década de 1970, diferentes proyectos inmobiliarios aumentaron la densidad poblacional del sector. Así, se construyen nuevos centros habitacionales que han hecho de este eje vial, uno de los más utilizados de los floridanos. 
Desde 1990, la Avenida Walker Martínez es testigo de un vertiginoso cambio en la morfología de la comuna de La Florida, pues en ella se han generado importantes modificaciones respecto de su origen. Lugares emblemáticos como la Antena Transmisora de Radio Cooperativa ubicada hasta mediados de esa década en el número 3238 (frente a calle Orompello); o las casas de la Villa "Las Nieves", en la esquina con calle Julio Vildósola, dan paso hoy a importantes proyectos inmobiliarios en altura que reciben a nuevos vecinos del sector, e impulsan mejoras en la zona.
Muestras del progreso que beneficia a esta vía son la construcción del Paso Sobre Nivel en la intersección con Avenida La Florida, la instalación de un colector de aguas lluvia en gran parte de su extensión, las obras de ensanchamiento vial entre Avenida México y Avenida Colombia, finalizado a principios de marzo de 2010; y nuevos ensanches viales y habilitaciones de cruces como el de Calle Alonso de Ercilla, realizados desde 2019 en adelante, beneficiando con ellos a gran parte de sus vecinos y usuarios.
Adicionalmente, la Avenida Walker Martínez acoge a importantes centros comerciales, establecimientos educacionales y de recreación, y lugares de encuentro religioso.

## Hitos

### Intersecciones Importantes
- Avenida Colombia
- Avenida México
- Avenida La Florida
- Avenida Vicuña Mackenna
- Calle Jardín Alto
- Avenida Tobalaba
- Calle Diagonal Santa Irene
- Avenida Circunvalación Américo Vespucio

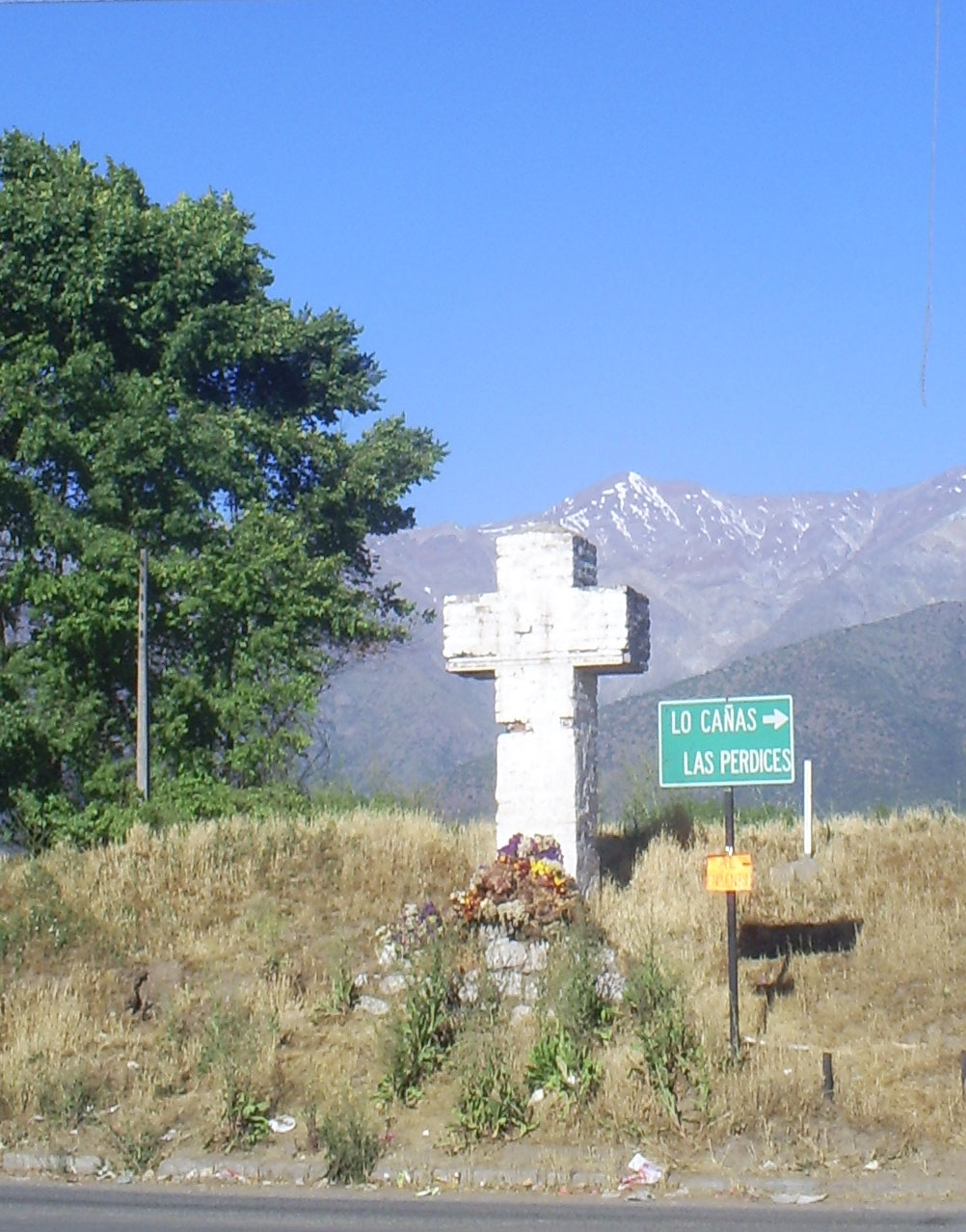
La antigua Cruz conmemorativa de la Matanza de Lo Cañas.

### Lugares de Interés
- Parroquia San Vicente de Paul
- Santuario Bellavista, del Movimiento Apostólico de Schoenstatt
- Universidad de Las Americas
- Parque Deportivo de la Caja de Compensación "La Araucana"
- Seminario Pontificio Mayor de Santiago
- Capilla Santa Irene
- Cruz conmemorativa de la Matanza de Lo Cañas. La original fue destruida tras el terremoto del 27 de febrero de 2010 y reemplazada por una similar en septiembre de 2010.
- Iglesia Adventista del Séptimo Día. Nº 320

## Transporte público

### Red Metropolitana de Movilidad
| Recorrido | Inicio                   | Regreso                  | Operador     |
| --------- | ------------------------ | ------------------------ | ------------ |
| 108       | Maipú                    | La Florida               | STP Santiago |
| 322       | Jardin Alto              | Bellavista de La Florida | Buses Vule   |
| E03       | Lo Ovalle                | Jardin Alto              | Buses Vule   |
| E04       | Av. La Florida           | Franklin                 | Buses Vule   |
| E06       | Bellavista de La Florida | María Angelica           | Buses Vule   |

### Metrobus
| Recorrido | Inicio                   | Regreso      | Operador          |
| --------- | ------------------------ | ------------ | ----------------- |
| MB74      | Bellavista de La Florida | El Principal | Cantares de Chile |

### Taxicolectivos
Línea 11 - Recorrido 3023 
- Circula por Avenida Walker Martínez, entre Avenida La Florida y Calle Jardin Alto, en ambos sentidos.
- Recorrido: Desde Estación de Metro La Moneda hasta Villa Jardin Alto, en ambos sentidos.
- Horarios: Lun a Dom y Festivos, las 24 horas.

Línea 65 - Recorrido 3026 
- Circula por Avenida Walker Martínez, entre Avenida Vicuña Mackenna y Avenida México, en ambos sentidos.
- Recorrido: Desde Estación de Metro Bellavista de La Florida hasta Villa Jardin Alto, en ambos sentidos.
- Horarios: Lun a Dom y Festivos, de 06:00 a 00:00 horas.

Línea 65 - Recorrido 3027 
- Circula por Avenida Walker Martínez, entre Avenida Vicuña Mackenna y Avenida Tobalaba, en ambos sentidos.
- Recorrido: Desde Avenida Vicuña Mackenna hasta Villa Jardin Alto y Sector Lo Cañas, en ambos sentidos.
- Horarios: Lun a Dom y Festivos, de 06:00 a 00:00 hrs5.

Línea 65 - Recorrido 3028 
- Circula por Avenida Walker Martínez, entre Avenida Vicuña Mackenna y Calle Diagonal Santa Irene, en ambos sentidos.
- Recorrido: Desde Estación de Metro Bellavista de La Florida hasta Villa Santa Teresa, en ambos sentidos.
- Horarios: Lun a Dom y Festivos, de 06:00 a 00:00 horas.

Línea 91 - Recorrido 3032 
- Circula por Avenida Walker Martínez, entre Avenida La Florida y Calle Jardin Alto, en ambos sentidos.
- Recorrido: Desde Estación de Metro Mirador hasta Villa Jardin del Eden, en ambos sentidos.
- Horarios: Lun a Dom y Festivos, de 06:00 a 23:30 horas.

Línea 91 - Recorrido 3033 
- Circula por Avenida Walker Martínez, entre Avenida La Florida y Calle Jardin Alto, en ambos sentidos.
- Recorrido: Desde Estación de Metro Bellavista de La Florida hasta Villa Jardin del Eden, en ambos sentidos.
- Horarios: Lun a Dom y Festivos, de 06:00 a 23:30 horas.

Línea 91 - Recorrido 3034 
- Circula por Avenida Walker Martínez, entre Avenida La Florida y Calle Jardin Alto, en ambos sentidos.
- Recorrido: Desde Estación de Metro La Moneda hasta Villa Jardin Alto, en ambos sentidos.
- Horarios: Lun a Dom y Festivos, las 24 horas.

Línea 91 - Recorrido 3035 
- Circula por Avenida Walker Martínez, entre Avenida Vicuña Mackenna y Calle Jardin Alto, en ambos sentidos.
- Recorrido: Desde Estación de Metro Bellavista de La Florida hasta Avenida Rojas Magallanes, en ambos sentidos.
- Horarios: Lun a Dom y Festivos, de 06:00 a 23:30 horas.

### Servicios No Operativos
Bus N° 41 (En servicio durante la década de 1960 y 1970) 
- Circulaba por Avenida Walker Martínez, entre Avenida Vicuña Mackenna y Avenida Tobalaba, en ambos sentidos.
- Recorrido: Desde Estación Mapocho hasta Avenida Tobalaba, en ambos sentidos.
- Horarios: Información no disponible.

Macul/J.A.Rios (En servicio durante la década de 1970)
- Circulaba por Avenida Walker Martínez, entre Avenida Vicuña Mackenna y Calle Jardín Alto, en ambos sentidos.
- Recorrido: Desde la Población Juan Antonio Rios, en Independencia; hasta Calle Jardín Alto, en ambos sentidos.
- Horarios: Lun a Dom y Festivos, de 05:30 a 22:00 horas.

Macul/Centro/Palmilla - Recorrido 15A (En servicio desde la década de 1970 y hasta 1994)
- Circulaba por Avenida Walker Martínez, entre Avenida Vicuña Mackenna y Calle Jardín Alto, en ambos sentidos.
- Recorrido: Desde Población La Palmilla, en Conchalí; hasta Villa Jardín Alto, en ambos sentidos.
- Horarios: Lun a Dom y Festivos, de 05:30 a 22:00 horas.

Macul/Centro/Palmilla - Recorrido 15C (En servicio desde la década de 1980 y hasta 1994)
- Circulaba por Avenida Walker Martínez, entre Avenida La Florida y Calle Jardín Alto, en ambos sentidos.
- Recorrido: Desde Población La Palmilla, en Conchalí; hasta Villa Jardín Alto, en ambos sentidos.
- Horarios: Lun a Dom y Festivos, de 05:30 a 22:00 horas.

Pedro de Valdivia/Blanqueado - Recorrido 3 (En servicio desde la década de 1980 y hasta 1994)
- Circulaba por Avenida Walker Martínez, entre Avenida La Florida y Calle Alonso de Ercilla, en ambos sentidos.
- Recorrido: Desde Población La Estrella, en Pudahuel; hasta Calle Santa Raquel, en La Florida, en ambos sentidos.
- Horarios: Lun a Dom y Festivos, de 05:30 a 22:00 horas.

Renca/San Pablo/Ñuñoa - Recorrido 71 (En servicio desde la década de 1980 y hasta 1994)
- Circulaba por Avenida Walker Martínez, entre Avenida La Florida y Avenida Vicuña Mackenna, en ambos sentidos.
- Recorrido: Desde Avenida Domingo Santa María, en Renca; hasta Calle Santa Raquel, en La Florida, en ambos sentidos.
- Horarios: Lun a Dom y Festivos, de 05:30 a 22:00 horas.

Metrobus Plaza Vespucio (En servicio entre 1990 y 1992)
- Circulaba por Avenida Walker Martínez, entre Avenida La Florida y Avenida Vicuña Mackenna, en sentido Oriente-Poniente.
- Recorrido: Desde Mall Plaza Vespucio; hasta Terminal Metrobus Lo Ovalle, en ambos sentidos.
- Horarios: Lun a Dom y Festivos, de 05:30 a 22:30 horas.

Recorrido 636 Jardín Alto / Las Rejas  (En servicio entre 1994 y hasta 2000)
- Circulaba por Avenida Walker Martínez, entre Avenida La Florida y Calle Jardín Alto, en ambos sentidos.
- Recorrido: Desde Villa Naciones Unidas, en Estación Central; hasta Villa Jardín Alto, en La Florida, en ambos sentidos.
- Horarios: Lun a Dom y Festivos, de 05:30 a 22:00 horas.

Recorrido 130 Renca / La Florida (En servicio entre 1994 y hasta 2007)
- Circulaba por Avenida Walker Martínez, entre Avenida La Florida y Avenida Vicuña Mackenna, en ambos sentidos.
- Recorrido: Desde Avenida Domingo Santa María, en Renca; hasta Calle Santa Raquel, en La Florida, en ambos sentidos.
- Horarios: Lun a Dom y Festivos, de 05:30 a 22:00 horas.

Recorrido 355 Pudahuel / La Florida (En servicio entre 1994 y hasta 2007)
- Circulaba por Avenida Walker Martínez, entre Avenida La Florida y Calle Jardín Alto, en ambos sentidos.
- Recorrido: Desde Avenida La Estrella, en Pudahuel; hasta Villa Jardín Alto,, en La Florida, en ambos sentidos.
- Horarios: Lun a Dom y Festivos, de 05:30 a 22:00 horas.

- Datos: Q5714166
- Multimedia: Avenida Walker Martínez / Q5714166